# Щёголев, Александр Романович
Александр Романович Щёголев (род. 6 апреля 2002, Санкт-Петербург) — российский пловец. Двукратный чемпион Европы 2021 года в эстафетном плавании. Заслуженный мастер спорта

## Спортивная карьера
В мае 2021 года на чемпионате Европы по водным видам спорта, который состоялся в Будапеште, завоевал золотые медали в эстафетах 4×100 и 4×200 метров вольным стилем, став двукратным чемпионом Европы.

## Семья
Отец и тренер — Роман Щёголев, чемпион Европы, призёр чемпионата мира в эстафетном плавании.